# Подольск (городской округ)
Городско́й о́круг Подо́льск (неофиц. «Большой Подольск», Подолье) — муниципальное образование на юге Московской области России. Ему соответствует административно-территориальная единица город областного подчинения Подо́льск с административной территорией.
Административный центр ―  город Подольск.

## География
Площадь округа составляет 339,12 км² (из них земли, на которых проживают сельские жители составляют площадь 275,22 км², а городские — 69,89 км²). Округ граничит с городом Москвой на севере, северо-западе и западе, с Ленинским городским округом на северо-востоке, с городским округом Домодедово на востоке и с городским округом Чехов на юге.
Основная река — Пахра. Также по территории муниципального образования протекают реки Десна, Моча, Петрица, Жественка, Рожайка, Сосновка, Пустышка, Висенков ручей и Рогожка.

## История
Городской округ Подольск образован в 2004 году при наделении муниципального образования «Город Подольск Московской области» соответствующим статусом. В образованный городской округ вошёл только один населённый пункт — город областного подчинения Подольск.
В 2010, 2011, 2013 годах границы городского округа были скорректированы соответствующими поправками к закону.
В 2015 году произошло значительное расширение территории городского округа. 1 июня в городской округ Подольск были включены территории двух упраздняемых муниципальных образований: городской округ Климовск и Подольский муниципальный район. При этом на присоединённых территориях района были упразднены существовавшие на тот момент 4 муниципальных образования — городское поселение Львовский, сельские поселения Дубровицкое, Лаговское, Стрелковское, а входившие в них сельские населённые пункты вошли в городской округ. Чуть позже, 13 июля, были упразднены соответствующие административные единицы — Подольский район и город областного подчинения Климовск, последний вошёл в состав города Подольск. Официальное написание названия муниципального образования с 2015 года с прописной буквы: Городской округ Подольск.

## Символика
В настоящее время не утверждено единой символики (флага и герба) для городского округа Подольск, однако на заседаниях совета депутатов (высшего законодательного собрания округа) в настоящее время используются оба варианта: в кабинете заседаний на стене вмонтирован герб Подольска, а рядом со креслом председателя совета на флагштоке установлен флаг Подольского района.
Символика Подольского района (используется по сей день на заседаниях совета депутатов г/о Подольск, а также на присоединённых к округу территориях района):

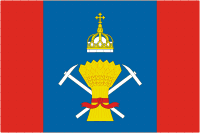
Флаг Подольского района
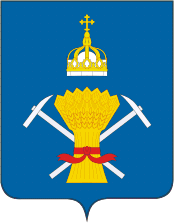
Герб Подольского района

Символика города Подольска (используется только в городе Подольске, а также на заседаниях совета депутатов совместно с символикой Подольского района):

Флаг города Подольска
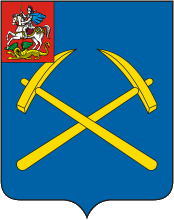
Герб города Подольска

Также на территории муниципального образования используется символика Климовска (используется только на территории Климовска):

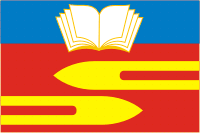
Флаг Климовска
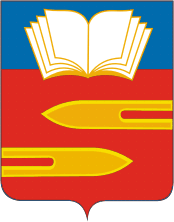
Герб Климовска

## Население
| 2008     | 2009     | 2010     | 2011     | 2012     | 2013     | 2014     |
| -------- | -------- | -------- | -------- | -------- | -------- | -------- |
| 182 431  | →182 431 | ↗187 961 | ↗193 435 | →193 435 | ↗206 669 | ↗218 537 |
| 2015     | 2016     | 2017     | 2018     | 2019     | 2020     | 2021     |
| ↗223 896 | ↗320 523 | ↗325 295 | ↗327 529 | ↗328 701 | ↗332 558 | ↗353 094 |
| 2023     | 2024     |          |          |          |          |          |
| ↘350 268 | ↗350 634 |          |          |          |          |          |

### Урбанизация
В городских условиях (город Подольск) проживают 89,24 % населения района. Несмотря на то, что в городских условиях проживает подавляющее большинство жителей, территория городских земель составляет 20,6 % площади муниципального образования.

### Национальный состав
По итогам переписи населения 2020 года проживали следующие национальности (национальности менее 0,1 % и другое, см. в сноске к строке «Другие»):
| Национальность | Численность, чел. | Доля     |
| -------------- | ----------------- | -------- |
| Русские        | 291 918           | 82,67 %  |
| Украинцы       | 2611              | 0,74 %   |
| Армяне         | 2462              | 0,70 %   |
| Татары         | 2371              | 0,67 %   |
| Таджики        | 1298              | 0,37 %   |
| Узбеки         | 1118              | 0,32 %   |
| Белорусы       | 757               | 0,21 %   |
| Азербайджанцы  | 659               | 0,19 %   |
| Молдаване      | 568               | 0,16 %   |
| Грузины        | 379               | 0,11 %   |
| Мордва         | 357               | 0,10 %   |
| Другие         | 48 596            | 13,76 %  |
| Итого          | 353 094           | 100,00 % |

## Местное самоуправление
Структуру органов местного самоуправления муниципального образования составляют:
- представительный орган - Совет депутатов,
- глава городского округа,
- администрация городского округа,
- Контрольно-счётная палата.

Высшими должностными лицами являются глава городского округа (с 27 октября 2023 года Артамонов Григорий Игоревич) и председатель совета депутатов (с 30 мая 2023 года Никулин Алексей Александрович). Совет депутатов представлен партиями Единая Россия (25 депутатов), КПРФ (5 депутатов), а также РППС (2 депутата), Справедливой Россией, Яблоком и ЛДПР (по 1 депутату).
В городском округе выделяются 6 территориальных структурных подразделений администрации городского округа:
- Территориальное управление «Климовск» — руководитель Герасимов Андрей Викторович
- Территориальный отдел «Дубровицы» — руководитель Быгаев Алексей Евгеньевич
- Территориальный отдел «Лаговский» — руководитель Михайлова Любовь Анатольевна
- Территориальный отдел «Львовский» - начальник Калинина Татьяна Борисовна
- Территориальный отдел «Стрелковский» — начальник Попова Мария Владимировна
- Территориальный отдел «Кузнечики» — начальник Жуков Владимир Борисович

## Состав
Город Подольск с 2015 года (в том числе бывшие город Климовск и посёлок Львовский) включает:
- город Подольск (местные микрорайоны (кварталы): Красная Горка, Ново-Сырово, Парковый, Залинейный, Центральный, Зелёновский, Ивановский, Межшоссейный, Юбилейный, Кузнечики, Фетищево, Высотный, Шепчинки, Кутузово),
  - район Климовск,
  - посёлок Львовский,
- Сельские территории (до 2015 года бывшие сельские поселения Подольского района):
  - территориальный отдел Дубровицкий (пос. Дубровицы, д. Акишово, д. Булатово, д. Докукино, д. Жарково, пос. Кузнечики, д. Кутьино, д. Лемешёво, д. Луковня, д. Наумово, пос. Поливаново, пос. санатория Родина),
  - территориальный отдел Стрелковский (пос. Быково, д. Боборыкино, д. Большое Брянцево, д. Ворыпаево, д. Макарово, д. Малое Брянцево, д. Потапово, д. Спирово, д. Федюково, д. Яковлево, д. Агафоново, пос. Александровка, д. Борисовка, д. Быковка, д. Бяконтово, д. Жданово, д. Ивлево, д. Ордынцы, д. Плещеево, с. Покров, пос. Сельхозтехника, д. Стрелково, пос. Стрелковской фабрики, д. Услонь, д. Холопово),
  - территориальный отдел Лаговский (пос. Железнодорожный, д. Александровка, д. Алтухово, д. Бережки, д. Большое Толбино, д. Бородино, д. Борьево, д. Валищево, д. Гривно, д. Дмитрово, д. Коледино, д. Лаговское, пос. Лесные Поляны (до 2005 года посёлок дома отдыха «Лесные поляны»), пос. Лесопроект, д. Лопаткино, д. Лучинское, д. Малое Толбино, д. Матвеевское, д. Меньшово, пос. Молодёжный (Толбино), д. Мотовилово, д. Никулино, д. Новоколедино, д. Новогородово, д. Новоселки, пос. Подольской машинно-испытательной станции, д. Пузиково, пос. радиоцентра Романцево, д. Романцево, д. Северово, д. Сергеевка, д. Сертякино, пос. Сертякино, д. Слащево, пос. Сосновый Бор (до 2009 года пос. Леспромхоза), с. Сынково, д. Харитоново, д. Хряслово).

15 февраля 2016 года решением совета депутатов городского округа Подольск было исключено слово «микрорайон» из названия сельских территорий муниципалитета.

### Населённые пункты
В состав городского округа входят 76 населённых пунктов, в том числе 1 город и 75 сельских населённых пунктов:
| №  | Тип     | Населённый пункт                         | Население (чел.) | Бывшее муниципальное образование до 2015 года | ОКАТО          | Бывшая административная единица до 2005 года |
| -- | ------- | ---------------------------------------- | ---------------- | --------------------------------------------- | -------------- | -------------------------------------------- |
| 1  | деревня | Агафоново                                | ↗20              | Стрелковское                                  | 46 246 828 006 | Стрелковский сельский округ                  |
| 2  | деревня | Акишово                                  | ↗28              | Дубровицкое                                   | 46 246 813 008 | Дубровицкий сельский округ                   |
| 3  | деревня | Александровка                            | ↗70              | Лаговское                                     | 46 246 816 015 | Лаговский сельский округ                     |
| 4  | посёлок | Александровка                            | ↗1218            | Стрелковское                                  | 46 246 828 010 | Стрелковский сельский округ                  |
| 5  | деревня | Алтухово                                 | ↗44              | Лаговское                                     | 46 246 816 018 | Лаговский сельский округ                     |
| 6  | деревня | Бережки                                  | ↗252             | Лаговское                                     | 46 246 816 026 | Лаговский сельский округ                     |
| 7  | деревня | Боборыкино                               | ↗31              | Стрелковское                                  | 46 246 802 004 | Брянцевский сельский округ                   |
| 8  | деревня | Большое Брянцево                         | ↗27              | Стрелковское                                  | 46 246 802 007 | Брянцевский сельский округ                   |
| 9  | деревня | Большое Толбино                          | ↘67              | Лаговское                                     | 46 246 816 009 | Лаговский сельский округ                     |
| 10 | деревня | Борисовка                                | ↗27              | Стрелковское                                  | 46 246 828 014 | Стрелковский сельский округ                  |
| 11 | деревня | Бородино                                 | ↗88              | Лаговское                                     | 46 246 816 003 | Лаговский сельский округ                     |
| 12 | деревня | Борьево                                  | ↗166             | Лаговское                                     | 46 246 816 028 | Лаговский сельский округ                     |
| 13 | деревня | Булатово                                 | ↗31              | Дубровицкое                                   | 46 246 813 011 | Дубровицкий сельский округ                   |
| 14 | деревня | Быковка                                  | ↗80              | Стрелковское                                  | 46 246 828 011 | Стрелковский сельский округ                  |
| 15 | посёлок | Быково                                   | ↘1567            | Стрелковское                                  | 46 246 828 001 | Стрелковский сельский округ                  |
| 16 | деревня | Бяконтово                                | ↘18              | Стрелковское                                  | 46 246 828 012 | Стрелковский сельский округ                  |
| 17 | деревня | Валищево                                 | ↗99              | Лаговское                                     | 46 246 816 013 | Лаговский сельский округ                     |
| 18 | деревня | Ворыпаево                                | ↗64              | Стрелковское                                  | 46 246 802 010 | Брянцевский сельский округ                   |
| 19 | деревня | Гривно                                   | ↗42              | Лаговское                                     | 46 246 831 009 | Сынковский сельский округ                    |
| 20 | деревня | Дмитрово                                 | ↗61              | Лаговское                                     | 46 246 816 005 | Лаговский сельский округ                     |
| 21 | деревня | Докукино                                 | ↗100             | Дубровицкое                                   | 46 246 813 003 | Дубровицкий сельский округ                   |
| 22 | посёлок | Дубровицы                                | ↗3362            | Дубровицкое                                   | 46 246 813 001 | Дубровицкий сельский округ                   |
| 23 | деревня | Жарково                                  | ↗25              | Дубровицкое                                   | 46 246 813 004 | Дубровицкий сельский округ                   |
| 24 | деревня | Жданово                                  | ↗59              | Стрелковское                                  | 46 246 828 003 | Стрелковский сельский округ                  |
| 25 | посёлок | Железнодорожный                          | ↗1378            | Лаговское                                     | 46 246 816 022 | Лаговский сельский округ                     |
| 26 | деревня | Ивлево                                   | ↗130             | Стрелковское                                  | 46 246 828 009 | Стрелковский сельский округ                  |
| 27 | деревня | Коледино                                 | ↗65              | Лаговское                                     | 46 246 816 027 | Лаговский сельский округ                     |
| 28 | посёлок | Кузнечики                                | ↗3532            | Дубровицкое                                   | 46 246 813 007 | Дубровицкий сельский округ                   |
| 29 | деревня | Кутьино                                  | ↗20              | Дубровицкое                                   | 46 246 813 006 | Дубровицкий сельский округ                   |
| 30 | деревня | Лаговское                                | ↘138             | Лаговское                                     | 46 246 816 010 | Лаговский сельский округ                     |
| 31 | деревня | Лемешово                                 | ↗198             | Дубровицкое                                   | 46 246 813 002 | Дубровицкий сельский округ                   |
| 32 | посёлок | Лесные Поляны                            | ↘214             | Лаговское                                     | 46 246 816 023 | Лаговский сельский округ                     |
| 33 | посёлок | Леспроект                                | ↘263             | Лаговское                                     | 46 246 816 020 | Лаговский сельский округ                     |
| 34 | деревня | Лопаткино                                | ↘6               | Лаговское                                     | 46 246 816 016 | Лаговский сельский округ                     |
| 35 | деревня | Луковня                                  | ↘9               | Дубровицкое                                   | 46 246 813 005 | Дубровицкий сельский округ                   |
| 36 | деревня | Лучинское                                | ↗33              | Лаговское                                     | 46 246 816 007 | Лаговский сельский округ                     |
| 37 | деревня | Макарово                                 | ↗108             | Стрелковское                                  | 46 246 802 009 | Брянцевский сельский округ                   |
| 38 | деревня | Малое Брянцево                           | ↗146             | Стрелковское                                  | 46 246 802 002 | Брянцевский сельский округ                   |
| 39 | деревня | Малое Толбино                            | ↗53              | Лаговское                                     | 46 246 816 008 | Лаговский сельский округ                     |
| 40 | деревня | Матвеевское                              | ↗190             | Лаговское                                     | 46 246 816 014 | Лаговский сельский округ                     |
| 41 | деревня | Меньшово                                 | ↗39              | Лаговское                                     | 46 246 816 017 | Лаговский сельский округ                     |
| 42 | посёлок | Молодёжный                               | 2431             | Лаговское                                     | 46 246 816 030 | Лаговский сельский округ                     |
| 43 | деревня | Мотовилово                               | →5               | Лаговское                                     | 46 246 831 010 | Сынковский сельский округ                    |
| 44 | деревня | Наумово                                  | ↗10              | Дубровицкое                                   | 46 246 813 009 | Дубровицкий сельский округ                   |
| 45 | деревня | Никулино                                 | ↘140             | Лаговское                                     | 46 246 816 006 | Лаговский сельский округ                     |
| 46 | деревня | Новогородово                             | ↘18              | Лаговское                                     | 46 246 831 007 | Сынковский сельский округ                    |
| 47 | деревня | Новоколедино                             | 6                | Лаговское                                     | 46 246 816 029 | Лаговский сельский округ                     |
| 48 | деревня | Новоселки                                | ↗43              | Лаговское                                     | 46 246 831 006 | Сынковский сельский округ                    |
| 49 | деревня | Ордынцы                                  | ↗20              | Стрелковское                                  | 46 246 828 016 | Стрелковский сельский округ                  |
| 50 | деревня | Плещеево                                 | ↗59              | Стрелковское                                  | 46 246 828 017 | Стрелковский сельский округ                  |
| 51 | город   | Подольск                                 | ↗312 911         | ГО Подольск                                   | 46 460         | —                                            |
| 52 | посёлок | Подольской машинно-испытательной станции | ↗1930            | Лаговское                                     | 46 246 831 011 | Сынковский сельский округ                    |
| 53 | село    | Покров                                   | ↗245             | Стрелковское                                  | 46 246 828 008 | Стрелковский сельский округ                  |
| 54 | посёлок | Поливаново                               | ↗509             | Дубровицкое                                   | 46 246 813 012 | Дубровицкий сельский округ                   |
| 55 | деревня | Потапово                                 | ↗143             | Стрелковское                                  | 46 246 802 003 | Брянцевский сельский округ                   |
| 56 | деревня | Пузиково                                 | ↗10              | Лаговское                                     | 46 246 831 008 | Сынковский сельский округ                    |
| 57 | посёлок | радиоцентра «Романцево»                  | ↘580             | Лаговское                                     | 46 246 816 012 | Лаговский сельский округ                     |
| 58 | деревня | Романцево                                | ↗154             | Лаговское                                     | 46 246 816 011 | Лаговский сельский округ                     |
| 59 | посёлок | санатория «Родина»                       | ↘158             | Дубровицкое                                   | 46 246 813 010 | Дубровицкий сельский округ                   |
| 60 | деревня | Северово                                 | ↗299             | Лаговское                                     | 46 246 816 024 | Лаговский сельский округ                     |
| 61 | посёлок | Сельхозтехника                           | ↗435             | Стрелковское                                  | 46 246 828 004 | Стрелковский сельский округ                  |
| 62 | деревня | Сергеевка                                | ↗300             | Лаговское                                     | 46 246 816 002 | Лаговский сельский округ                     |
| 63 | деревня | Сертякино                                | ↘75              | Лаговское                                     | 46 246 816 004 | Лаговский сельский округ                     |
| 64 | посёлок | Сертякино                                | ↗112             | Лаговское                                     | 46 246 816 019 | Лаговский сельский округ                     |
| 65 | деревня | Слащёво                                  | ↗107             | Лаговское                                     | 46 246 831 004 | Сынковский сельский округ                    |
| 66 | посёлок | Сосновый Бор                             | ↗71              | Лаговское                                     | 46 246 816 021 | Лаговский сельский округ                     |
| 67 | деревня | Спирово                                  | ↗52              | Стрелковское                                  | 46 246 802 008 | Брянцевский сельский округ                   |
| 68 | деревня | Стрелково                                | ↗156             | Стрелковское                                  | 46 246 828 002 | Стрелковский сельский округ                  |
| 69 | посёлок | Стрелковской фабрики                     | ↘69              | Стрелковское                                  | 46 246 828 013 | Стрелковский сельский округ                  |
| 70 | село    | Сынково                                  | ↗849             | Лаговское                                     | 46 246 831 001 | Сынковский сельский округ                    |
| 71 | деревня | Услонь                                   | →14              | Стрелковское                                  | 46 246 828 005 | Стрелковский сельский округ                  |
| 72 | деревня | Федюково                                 | ↗3117            | Стрелковское                                  | 46 246 802 001 | Брянцевский сельский округ                   |
| 73 | деревня | Харитоново                               | ↘2               | Лаговское                                     | 46 246 831 002 | Сынковский сельский округ                    |
| 74 | деревня | Холопово                                 | ↗7               | Стрелковское                                  | 46 246 828 007 | Стрелковский сельский округ                  |
| 75 | деревня | Хряслово                                 | ↗18              | Лаговское                                     | 46 246 831 003 | Сынковский сельский округ                    |
| 76 | деревня | Яковлево                                 | ↗134             | Стрелковское                                  | 46 246 802 005 | Брянцевский сельский округ                   |

## Общая карта
Легенда карты:
|  | Более 10 000 жителей |
|  | 2000—5000 жителей    |
|  | 1000—2000 жителей    |
|  | 500—1000 жителей     |
|  | Менее 500 жителей    |

## Транспорт
На территории городского округа действуют следующие виды транспортного сообщения: железнодорожное (пригородные электропоезда), автобусное (охватывает всю территорию городского округа, а также поселения Новой Москвы, переданные в 2012 году из Подольского района) и троллейбусное (не охватывает микрорайоны Климовск и Львовский).

### Железная дорога
По территории городского округа проходит главный ход Курского направления Московской железной дороги (участок Москва — Тула). В черте городского округа расположены следующие станции и платформы, на которых останавливаются пригородные электропоезда:
- платформа Силикатная (район Ново-Сырово);
- станция Подольск (расположена в центре города);
- платформа Кутузовская (район Кутузово);
- платформа Весенняя (посёлок Железнодорожный);
- станция Гривно (микрорайон Климовск);
- станция Львовская (микрорайон Львовский).

Время в пути от северной окраины городского округа до южной на электропоезде составляет приблизительно 19 минут.
Также в непосредственной близости от границы городского округа близ деревни Федюково (на северо-востоке) муниципалитета расположена железнодорожная платформа Калинина Павелецкого направления, перевозки осуществляются электропоездами до Москвы (Павелецкий вокзал) и аэропорта Домодедово (около 30 минут езды).

### Московские центральные диаметры
21 ноября 2019 года состоялось открытие первой очереди Московских центральных диаметров. Через городской округ Подольск проходит диаметр № 2 Нахабино — Подольск, соединяющий Рижское и Курское направления Московской железной дороги. На территории города действуют две станции МЦД-2: Силикатная и Подольск.

### Автобусное сообщение
Городской округ Подольск имеет развитое автобусное сообщение. Большинство автобусных маршрутов заканчиваются в центре города Подольск, около железнодорожного вокзала. Основным автобусным перевозчиком в городском округе является ГУП МО «Мострансавто» (Межмуниципальное Автотранспортное Предприятие №5 г. о. Подольск). Всего в 2008 году было перевезено свыше 30 млн человек, в том числе 11,8 млн льготных пассажиров. Протяжённость городской маршрутной сети составила 1137,9 км. Также маршруты № с924, № с996 и № 1004 обслуживаются филиалом Юго-Западный ГУП Мосгортранс.
Существенным преимуществом автобусного сообщения является то, что оно доступно гражданам всех уголков округа (в отличие от железнодорожного и троллейбусного), а также жителям бывших поселений Подольского района, вошедших в состав Москвы после расширения границ столицы в 2012 году.

### Троллейбусное сообщение
Троллейбусное сообщение в муниципальном образовании осуществляется только по территории города Подольска (без Климовска). Всего курсируют шесть маршрутов:
- № 1 «Станция Подольск — Юбилейная площадь — Станция Подольск»;
- № 2 «Станция Подольск — Юбилейная площадь — Станция Подольск»;
- № 3 «Стройиндустрия — Юбилейная площадь — Стройиндустрия»;
- № 4 «Стройиндустрия — Улица Машиностроителей — Стройиндустрия»;
- № 4к «Стройиндустрия — Кутузово — Улица Академика Доллежаля, 19 — Стройиндустрия»;
- № 5 «Станция Подольск — Улица Академика Доллежаля, 19 — Станция Подольск».

Данный вид общественного транспорта является самым молодым из всех в Подольске: он был запущен в 2001 году и за 19 лет завоевал большую популярность среди жителей. Но несмотря на это, количество троллейбусных линий в Подольске невелико. Перевозку пассажиров осуществляет МУП «Подольский троллейбус».

## Спорт
В городе расположены спортивные сооружения — ледовый дворец спорта «Витязь», стадион «Труд», дворец «Спорт-сервис», спортивные клубы «ДК Октябрь» и «Космос». Конноспортивные комплексы «Фаворит» и «Престиж».
На территории Подольска базируется хоккейный клуб Витязь, выступающий в континентальной хоккейной лиге.
13 сентября 2008 года после реконструкции был открыт стадион «Труд», представляющий собой двухтрибунный комплекс на 13 тысяч зрителей с футбольным полем и беговыми дорожками. Старый стадион, вмещавший 22 500 зрителей, был самым большим в Московской области. Кроме того, он был единственным в Московской области, где «ночевал» Олимпийский огонь 1980 года: летом того года в городе прошла эстафета огня. В городе долгое время сохранялись редчайшие старые советские фонарные столбы-торшеры с олимпийскими кольцами. Последние были демонтированы в 2000-х годах при реконструкции Аллеи Спасателей и сквера на ул. Стекольникова. Под двумя трибунами нового стадиона расположены шесть спортивных залов. Под восточной — для единоборств, хореографии и общей физической подготовки. Под западной трибуной — игровой, для шейпинга и кардиозал. Под одной из трибун также расположилась гостиница на 84 места. Стадион «Труд» является домашней ареной для футбольного клуба «Витязь», выступающего в первенстве России по футболу. В 2014 году один матч в качестве хозяина поля на этом стадионе провел ПФК ЦСКА Москва, поскольку стадион Арена Химки был дисквалифицирован
Кроме стадиона «Труд» в городе имеются и меньшие по вместимости стадионы «Зенит» и «Планета». Стадион «Зенит», существующий с 1930-х годов, расположен в Парковом районе и является старейшим стадионом Подольска и одним из старейших стадионов Московской области. На стадионе Планета проводили отдельные матчи такие клубы, как Чертаново, Строгино и Домодедово.